# جورج أوقست زنكر
جورج أوقست زنكر (بالألمانية: Georg August Zenker) (و. 1855 – 1922 م) هو عالم حيواني، وعالم نبات، وحدائقي، وفلاح من الإمبراطورية الألمانية . ولد في لايبزيغ . تولى منصب كبير الإداريين التنفيذيين، Jaunde-Station (1889–1895) .

## التعليم
تعلم في Alte Nikolaischule (Leipzig)

## مناصب وهيئات
أدار الإمبراطورية الألمانية (1889–1895).